# Jean-Marc Mandosio
Jean-Marc Mandosio es un universitario francés especialista en literatura neolatina nacido en 1963. También ha publicado varios ensayos críticos sobre la sociedad moderna.

## Biografía
Es maestro de l'École pratique des hautes études (EPHE), responsable del curso de latín técnico del siglo XII al XVIII.
Paralelamente, desarrolla en sus ensayos publicados en Éditions de l'Encyclopédie des nuisances una crítica social en fase con las corrientes anti-industriales cercana en ciertos aspectos de Jacques Ellul y Lewis Mumford. Jean-Marc Mandosio ha creado y animado en 2002 la revista Nouvelles de nulle part ("Noticias de ninguna parte" en referencia a William Morris).
En su faceta de traductor, ha traducido al francés a autores como Raffaele La Capria, Chaïm Wirszubski, Nick Tosches, Alfred Crosby o Piergiorgio Bellocchio.

## Obras

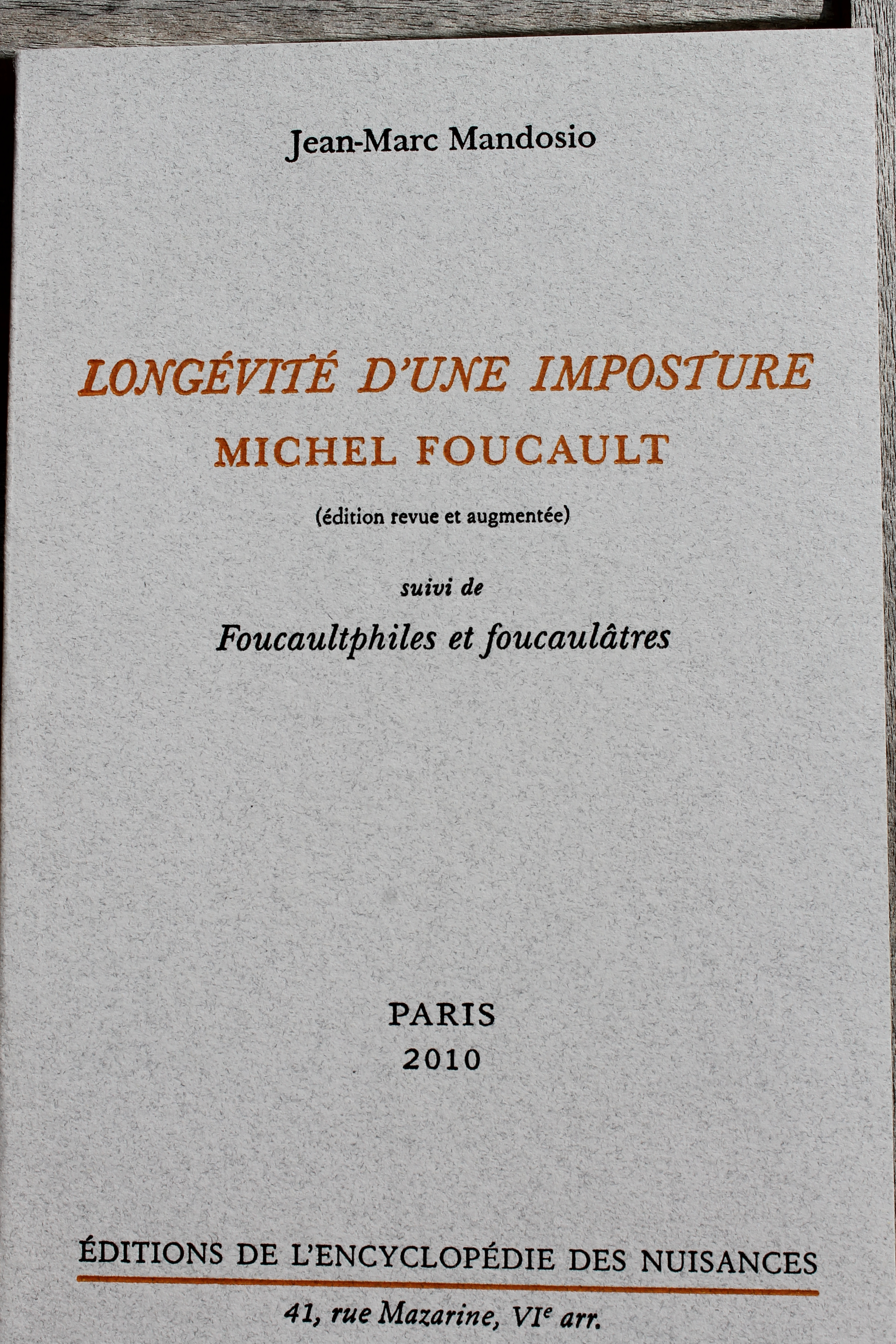
Longévité d'une imposture : Michel Foucault

### En español
- Foucault : la longevidad de una impostura seguido de Foucaultófilos y foucaultólatras, Ediciones El Salmón, 2015. ISBN 978494321719
- En el caldero de lo negativo, Pepitas de calabaza, Logroño, 2006. Ensayo sobre la Internacional situacionista. ISBN 84-96044-64-5
- La longevidad de una impostura : Michel Foucault, publicado en Resquicios : revista de crítica social n°4, diciembre de 2007.

### En francés
- L'Effondrement de la Très Grande Bibliothèque nationale de France : ses causes, ses conséquences, Paris, Éditions de l'Encyclopédie des Nuisances, 1999. ISBN 2-910386-10-4
- Après l'effondrement : notes sur l'utopie néotechnologique, Paris, Éditions de l'Encyclopédie des Nuisances, 2000. ISBN 2-910386-13-9
- Dans le chaudron du négatif, Paris, Éditions de l'Encyclopédie des Nuisances, 2003. ISBN 2-910386-21-X
- D'or et de sable, Paris, Éditions de l'Encyclopédie des Nuisances, 2008. ISBN 2-910386-26-0. En este volumen se recogen varios artículos : I. D'or et de sable : dispute autour d'un chaudron - II. Fantôme, es-tu là ? (Correspondance avec Anselm Jappe) - III. La Mesure de la réalité, ou la Grande Transformation racontée aux golden boys - IV. Magie et mathématiques chez John Dee - V. Longévité d'une imposture : Michel Foucault - VI. « Je veux être une machine » : genèse de la musique industrielle.
- Longévité d'une imposture : Michel Foucault, suivi de "Foucaultphiles et foucaulâtres", édition revue et augmentée, Paris, éditions de l'Encyclopédie des Nuisances, 2010. ISBN 978-2-910386-35-1
- Le Discours de la méthode de Denis Diderot, Paris, Éditions de l'Éclat, 2013.

#### Prefacios
- Denis Diderot, Encyclopédie, presentado y con apuntes de J.-M. Mandosio, Éditions de l'Éclat, 2013.
- Alfonso Berardinelli, El intelectual es un misántropo, epílogo de J.-M. Mandosio, Ediciones El Salmón, 2015.

### Publicaciones académicas
- « Un enseignement novateur. Les cours d’Ange Politien à l’université de Florence (1480-1494) », Histoire de l’éducation, 120, 2008, p. 33-52 http://histoire-education.revues.org/index1830.html (enlace roto disponible en Internet Archive; véase el historial, la primera versión y la última)..
- Des mathématiques vulgaires à la monade hiéroglyphique : Les Éléments d'Euclide vus par John Dee : La réception des Éléments d'Euclide au Moyen Âge et à la Renaissance Revue d’histoire des sciences, ISSN 0151-4105, 2003, vol. 56, no. 2, pp. 475-491 (17 páginas)